# François Andréossy

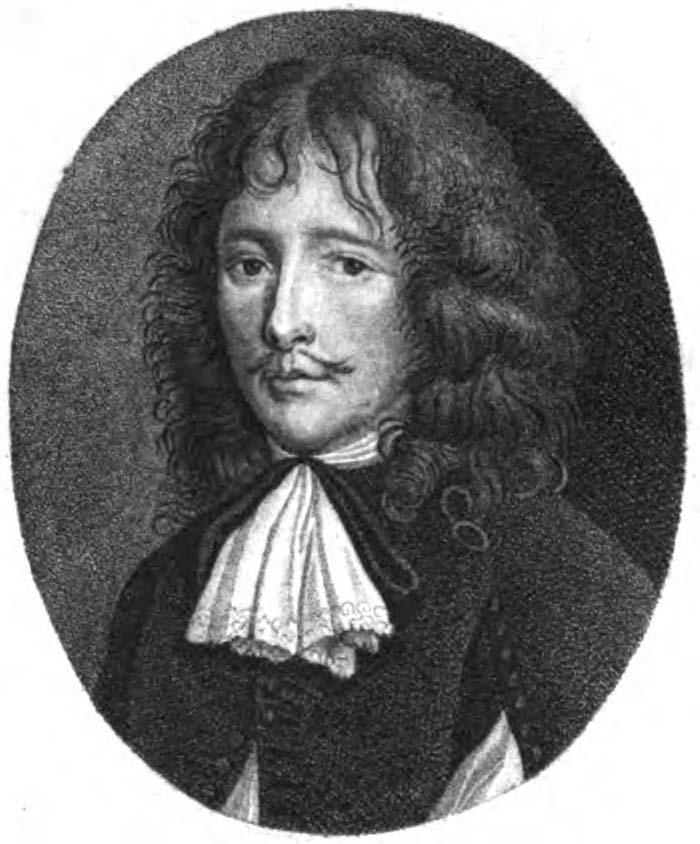
François Andréossy

François Andréossy (* 10. Juni 1633 in Paris; † 3. Juni 1688 in Castelnaudary)  war ein französischer Ingenieur, Topograf und Kartograf, dessen Familie ursprünglich aus der italienischen Stadt Lucca stammte.

## Leben
1650 zeichnete er eine Reliefkarte der Stadt Nantes. 1660 reiste er nach Italien (Lombardei und Padua) und studierte dort insbesondere Kanäle und Schleusen. Nach seiner Rückkehr heuerte er bei Pierre-Paul Riquet an und wurde später bei der Konstruktion des Canal du Midi (Baubeginn 1666) seine rechte Hand. Andréossy tat sich dabei vor allem als Bauingenieur und als Spezialist für Hydraulik hervor und brachte auch seine Kartographiekenntnisse ein. Der Canal du Midi beschäftigte ihn bis zu seinem Tode und seine Nachkommen taten es ihm gleich. Sein Urenkel General Antoine-François Andréossy vertrat in seiner Schrift Histoire du Canal du Midi die Ansicht, dass sein Vorfahr an Stelle von Pierre-Paul Riquet als „Vater des Kanals“ zu betrachten sei.